# São Marcos em Agro Laurentino (título cardinalício)
São Marcos em Agro Laurentino (em latim: Sancti Marci in Agro Laurentino) é um título cardinalício que foi instituído pelo Papa Paulo VI em 5 de março de 1973. Sua sede se encontra na região do Giuliano Dalmata, em Roma, na Igreja de São Marcos Evangelista em Agro Laurentino.

## Titulares
- Emile Biayenda (1973-1977)
- Alexandre do Nascimento (1983-2024)
- Domenico Battaglia (2024-)